# ブッチ・ウォーカー
ブラッドリー・グレン・ウォーカー3世（Bradley Glenn Walker III、1969年-）は、ブッチ・ウォーカー（Butch Walker）の名で知られるアメリカ合衆国のシンガーソングライター、音楽プロデューサー。

## 経歴
ジョージア州ロームで生まれ、ジョージア州カーターズビルで育つ。アトランタでByte the Bulletというヘヴィメタル・バンドを結成し、その後ロサンゼルスに移って、メジャー・デビュー前にSouthGangと改名。メンバーはジェシー・ハート（ボーカル）、ブッチ・ウォーカー（ギター）、ジェイス・フィンチャー（ベース）、ミッチ・マクリー（ドラム）。1991年にはハワード・ベンソンとデズモンド・チャイルドのプロデュースによるデビュー・アルバム"TAINTED ANGEL"を発表した。1993年にセカンドアルバム、"GROUP THERAPY"を発表。しかし時代的に、オルタナティヴ・ロック/グランジ勢に押されレコード契約を切られSouthGangは解散。
その後、新たにボーカルのジェシー以外の3人でマーベラス3を結成（ブッチがボーカル）。1997年"MATH AND OTHER PROBLEMS"を自主制作で発表。翌年"HEY!ALBUM"を発表。このアルバムが地元ラジオで頻繁にオンエアされ一目置かれるようになり、翌年メジャーレーベルのエレクトラ・レコードより、"HEY!ALBUM"が新装されメジャーデビュー。アルバムからのファーストシングル、"FREAK OF THE WEEK"が大ヒットする。そして2000年、サードアルバム"READYSEXGO"を発表。しかしアルバムの不振やツアーの疲れなどいろいろあり、翌年解散。
2002年には初のソロ・アルバム『レフト・オブ・セルフ・センタード』を発表。また、SR-71の大ヒット曲"Right Now"の作曲やInjectedのアルバムプロデュースなどでソングライター・プロデューサーとしての地位も確立した。その後はアヴリル・ラヴィーン、P!NK、トミー・リーなどの作品もプロデュースしていく。ソロ活動も継続し、2015年にはライアン・アダムスをプロデューサーに招いたアルバム『Afraid of Ghost』を発表した。

## アルバム
- レフト・オブ・セルフ・センタード - Left Of Self-Centered（2002年）
- レターズ - Letters（2004年）
- ライズ・アンド・フォール - The Rise and Fall of Butch Walker and the Let's-Go-Out-Tonites（2006年）
- シカモア・メドウズ - Sycamore Meadows（2008年）
- ブッチぎり街道まっしぐら!!!!! - I Liked It Better When You Had No Heart（2010年）
- The Spade（2011年）
- Afraid of Ghosts（2015年）

## 主なプロデュース作品（一部楽曲プロデュースも含む）
- Drunk Enough To Dance（2002年）：Bowling For Soup
- Tomorrow（2002年）：SR-71
- Seasons （2003年）：Sevendust
- Forget What You Know （2004年）：Midtown
- Under My Skin （2004年）: Avril Lavigne
- Hearts On Parade （2004年）：American Hi-Fi
- Gold Medal （2004年）:The Donnas
- Last Christmas/Wake Me Up Go! Go!（2005年）：織田裕二
- Splurge（2006年）：PUFFY
- I'm Not Dead（2006年）：P!nk
- honeycreeper（2007年）：PUFFY
- The Best Damn Thing（2007年）：Avril Lavigne
- Funhouse（2008年）：P!nk
- All Because Of You（2008年）：PUFFY
- Raditude（2009年）：Weezer
- Bring it!（2009年）：PUFFY
- Nothing Personal （2009年）：All Time Low
- In Search of Solid Ground （2009年）：Saosin
- Goodbye Lullaby （2011年）：Avril Lavigne
- Dirty Work（2011年）: All Time Low